# Trabeculus mirabilis
Trabeculus mirabilis är en insektsart som först beskrevs av Kellogg 1896.  Trabeculus mirabilis ingår i släktet Trabeculus och familjen fjäderlöss. Inga underarter finns listade i Catalogue of Life.